# Epiplema apicalis
Epiplema apicalis är en fjärilsart som beskrevs av George Francis Hampson. Epiplema apicalis ingår i släktet Epiplema och familjen Uraniidae. Inga underarter finns listade i Catalogue of Life.